# Georg Lassen
Georg Lassen (Berlijn, Steglitz, 12 mei 1915 - Calvià, Mallorca, 18 januari 2012) was in de Tweede Wereldoorlog een Duitse U-bootkapitein bij de Kriegsmarine. Hij vernietigde in totaal 33 schepen en staat daarmee op de zesde plaats in de lijst van meest succesvolle U-boot-kapiteins. Lassen werd in 1945 officieel benoemd tot Korvettenkapitän, een rang waarmee hij het bevel kreeg over een eskader van 15 U-boten. Hij was zelf kapitein-luitenant-ter-zee op de U 160.

## Zijn loopbaan
Georg Lassen werd geboren in Steglitz, een Berlijnse wijk. Hij kwam bij de Kriegsmarine als Seekadett op 25 september 1935. Toen de Tweede Wereldoorlog uitbrak was Lassen Oberleutnant-zur-See en eerste wachtofficier op de U 29 onder commando van kapitein-luitenant-ter-zee Otto Schuhart. Hoewel met de U 29 13 vrachtschepen tot zinken werden gebracht, was daaronder ook het Britse vliegdekschip HMS Courageous bij. Op 3 januari 1941 kreeg hij het bevel over de U 29, die als opleidingsboot dienst zou doen bij het 24. Unterseebootsflottille in die periode. Hij beëindigde zijn commando over de U 29 op 4 september 1941.
Op 16 oktober 1941 kreeg Lassen een opdracht met de Type IXC U-boot, de U 160, voor ongeveer vier maanden opleiding met het testen van de boot, met het 4. Unterseebootsflottille, voordat de U 160 operationeel bevonden werd en overgedragen werd, samen met Lassen naar het 10. Unterseebootsflottille op 1 maart 1942. De U 160 begon zijn eerste patrouille in het begin van maart 1942. Tijdens deze patrouille zonk en beschadigde Lassen zes schepen voor een totaal van 43.560 BRT. Op 10 augustus 1942 ontving hij het Ridderkruis. Op 1 september werd hij bevorderd tot Kapitänleutnant. Op zijn vierde en laatste patrouille in de Zuid-Afrikaanse wateren in maart 1943, zonk en/of beschadigde hij zes schepen in minder dan 5 uur voor een totaal van 41.076 BRT in de nacht van 3 maart tot en met 4 maart. Op 9 maart kreeg hij een radiobericht waar hij het Eichenlaub (Eikenloof) aan zijn Ritterkreuz werd toegekend.

## Na de oorlog
Georg Lassen overleefde de oorlog en werd na de oorlog kapitein van een koopvaardijschip.

## Successen
- 26 schepen tot zinken gebracht voor een totaal van 156.082 BRT
- 5 schepen beschadigd voor een totaal van 34.419 BRT

## Militaire loopbaan
- Offiziersanwärter: 5 april 1935[1][3][4]
- Seekadett: 25 September 1935[1][3][4]
- Fähnrich zur See: 1 juli 1936[1][3][4]
- Oberfähnrich zur See: 1 januari 1938[1][3][4]
- Leutnant zur See: 1 april 1938[1][3][4]
- Oberleutnant Zur See: 1 oktober 1939[1][3]
- Kapitänleutnant: 1 september 1942[1][3][4]
- Korvettenkapitän: 1 april 1945[1][3][4]

## Decoraties
- Ridderkruis van het IJzeren Kruis op 10 augustus 1942 als Leutnant zur See en Commandant van de U-160[1][3][5][4]
- Ridderkruis van het IJzeren Kruis met Eikenloof (nr.208) op 7 maart 1943 als Kapitänleutnant en Commandant van de U-160[1][3][5][4]
- IJzeren Kruis 1939, 1e Klasse (18 juli 1940)[1][3][6] en 2e Klasse (26 september 1939)[1][3][6][4]
- Onderzeebootoorlogsinsigne 1939 op 18 juli 1940[1][3][6][4]
- Onderzeebootoorlogsinsigne 1939 met Briljanten op 22 oktober 1944[3][4]
- Onderzeebootfrontgesp in brons op 22 oktober 1944[1][6]
- Dienstonderscheiding van Leger en Marine voor (4 dienstjaren) op 5 april 1939[1]
- Medaille ter herinnering aan de Thuiskomst van het Memelland op 26 oktober 1939[1][6][4]
- Dienstonderscheiding van Leger en Marine (4 dienstjaren) op 5 april 1939[4]
- Anschlussmedaille op 20 december 1939[1][4]
- Hij werd eenmaal genoemd in het Wehrmachtsbericht. Dat gebeurde op:
- 14 april 1942[1][4][7]

## U-bootcommando
- U 29: 3 januari 1941 - 14 september 1941: Geen oorlogspatrouilles
- U 160: 16 oktober 1941 - 14 juni 1943: 4 patrouilles (328 dagen)